# Mistrzostwa Europy w Lekkoatletyce 1934 – sztafeta 4 × 100 m mężczyzn
Sztafeta 4 × 100 metrów mężczyzn był jedną z konkurencji rozgrywanych podczas I Mistrzostw Europy w Turynie. Wystartowało szesnastu zawodników z czterech reprezentacji narodowych. Rywalizację rozegrano 9 września 1934 roku na Stadionie im. Benito Mussoliniego. Zwycięzcą tej konkurencji została ekipa III Rzeszy: Egon Schein, Erwin Gillmeister, Gerd Hornberger i Erich Borchmeyer.

## Wyniki
| Miejsce | Zawodnicy                                                                      | Czas |
| ------- | ------------------------------------------------------------------------------ | ---- |
|         | III Rzesza (Egon Schein, Erwin Gillmeister, Gerd Hornberger, Erich Borchmeyer) | 41,0 |
|         | Węgry (László Forgács, József Kovács, József Sír, Gyula Gyenes)                | 41,4 |
|         | Holandia (Martinus Osendarp, Tjeerd Boersma, Bob Jansen, Chris Berger)         | 41,6 |
| 4       | Włochy (Ulderico Di Blas, Elio Ragni, Mario Larocchi, Edgardo Toetti)          | 42,0 |